# Loris Campana
Loris Campana (3 de agosto de 1926 — 3 de setembro de 2015) foi um ciclista italiano que participava em competições de ciclismo de estrada e pista.
Foi o vencedor e recebeu a medalha de ouro na prova dos 4000 m perseguição por equipes, conquistada nos Jogos Olímpicos de 1952 em Helsinque, juntamente com Marino Morettini, Mino De Rossi e Guido Messina.